# Бремгартен
Бремгартен (нем. Bremgarten) — коммуна в Швейцарии, центр округа Бремгартен, находится в кантоне Аргау.
Официальный код — 4063.

## История
На 31 декабря 2007 года население составляло 6135 человек.
1 января 2014 года к коммуне Бремгартен присоединена бывшая коммуна Хермечвиль-Штаффельн.
Население на 31 декабря 2020 года — 8415 человек.